# 253

## Události
- Papež Kornélius poslán do vyhnanství, kde umírá
- 25. června – Lucius I. se stává novým papežem (v pořadí 22.)
- červenec/srpen – vzpoura moesijského legáta Aemiliana proti císaři Trebonianu Gallovi
- léto – vojska perského krále Šápúra plení Sýrii (dobytí Antiochie nad Orontem)
- Gótové porušují mír s Římany a vpadají do Malé Asie
- srpen – zavraždění Treboniana Galla a jeho syna Volusiana; nástupcem Aemilianus
- srpen – vojska v Raetii a Noriku prohlašují svého velitele Valeriana za císaře
- září/říjen – zavraždění Aemiliana; nástupcem Valerianus
- říjen – Valerianus ustavuje svého syna Galliena spoluvládcem

#### Probíhající události
- 249–262: Cypriánův mor

## Úmrtí
- červen – papež Kornélius
- srpen – Trebonianus Gallus
- srpen – Volusianus
- září/říjen – Aemilianus
- Órigenés (v Týru)

## Hlavy států
- Papež – Kornélius (251–253) » Lucius I. (253–254) + Novacián, vzdoropapež (251–258)
- Římská říše – Trebonianus Gallus (251–253) + Volusianus, spoluvladař (251–253) » Aemilianus (253) » Valerianus (253–260) + Gallienus (253–268)
- Perská říše – Šápúr I. (240/241–271/272)
- Kušánská říše – Vášiška (247–267)
- Arménie – Artavazd VI. (252–283)
- Kavkazská Iberie – Mirdat II. Iberský (249–265)

Indie:
- Guptovská říše – Maharádža Šrí Gupta (240–280)